# Біжи (фільм, 1991)
«Біжи» (англ. Run) — кінофільм 1991 року режисера Джоффа Барроуса, трилер з головними ролями Патріка Демпсі і Келлі Престон.

## Сюжет
Молодий студент юридичного факультету Чарлі Ферроу іноді займається підробітком — він талановитий механік і водій. У нього також є захоплення — він любить грати в карти. Якось він отримує завдання від свого шефа — відігнати новенький «Порше» для одного з клієнтів з Бостона в Атлантик-Сіті. За цю роботу клієнт готовий добре заплатити, і Чарлі погоджується її виконати.
Трапляється несподіванка — недалеко від Атлантик-Сіті автомобіль ламається, і Чарлі змушений на деякий час затриматися. Він просить таксиста відвезти його до ресторану. Незнайомі люди бачать розкішну машину і приймають студента за мільйонера. Чарлі Ферроу везуть в казино, де він повинен зіграти в покер з якимсь Денні Хеллореном, як згодом з'ясовується, сином гангстера. Чарлі виграє у нього, чим накликає на себе його гнів.
Далі — більше. У казино зав'язується бійка, в якій Денні гине. Його батько — глава місцевої мафії і власник казино, Метт Хеллорен, підозрює в смерті свого сина Денні незнайомця Чарлі і обіцяє за голову студента 50 000 доларів. Чарлі не може довести свою невинуватість і повинен тікати, щоб зберегти своє життя. Він тікає і від гангстерів, і від підкупленої поліції. Йому допомагає уникнути переслідування його нове кохання — Керен Лендерс.

## У ролях
- Патрік Демпсі — Чарлі Ферроу
- Келлі Престон — Керен Лендерс
- Кен Поуг — Метт Хеллорен
- Алан Петерсон — Денні Хеллорен
- Джеймс Кідну — Семмі
- Крістофер Лавфорд — Мартінс
- Марк Стренж — шеф поліції Треверс

## Цікаві факти
- Фільм було показано вперше 1 лютого 1991 року в США